# 東方航空 (美國2011年)

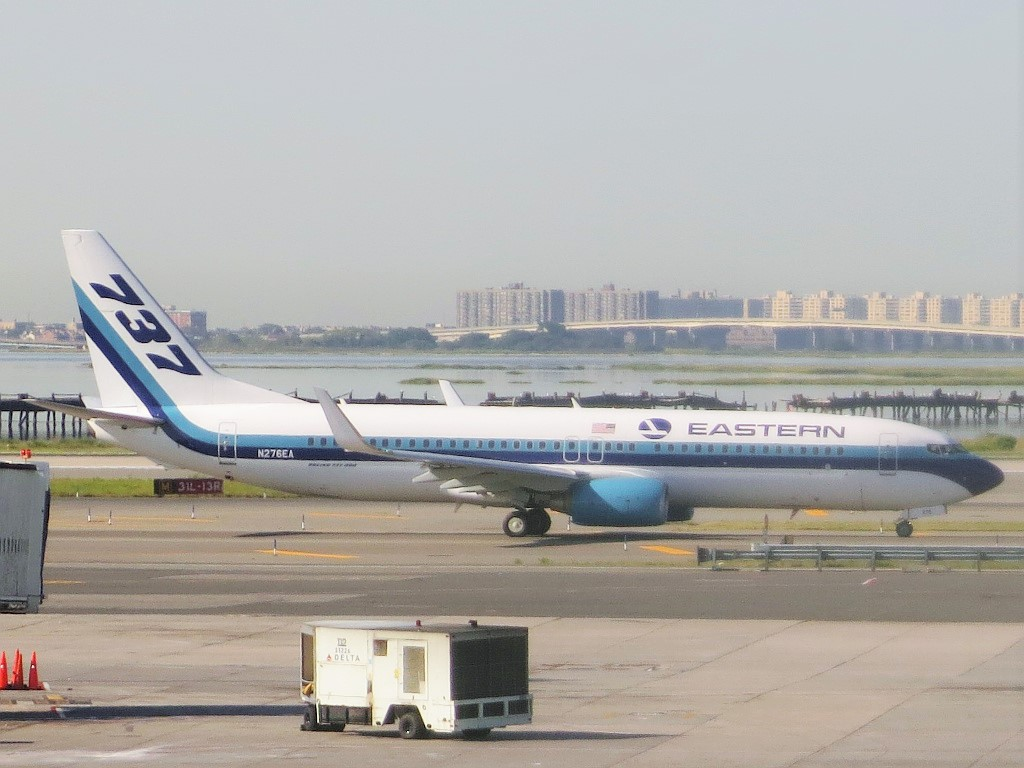
機身編號N276EA、暱稱「艾迪·瑞肯貝克」（Spirit Of Captain Eddie Rickenbacker）的新东方航空波音737-8AL。2015年8月攝於紐約甘迺迪國際機場的滑行道上。

東方航空是一家以美國佛羅里達州邁阿密國際機場為基地的航空公司。成立於2011年，並於2015年5月28日正式開始營運的這家公司，是透過智慧財產權交易的方式買下1990年代初期就已結束營業的舊東方航空之公司名稱與商標，重新掛牌營運，但經營者東方航空集團（Eastern Air Lines Group）的組織與第一代的東方航空並無直接關連。

## 目的地
2015年5月起，開始經營邁阿密和古巴夏灣拿之間的包機航班。

## 外部連結
- 官方網站